# Reboursia ranvillensis
Reboursia ranvillensis is een pissebed uit een nog nader bepalen familie in de superfamilie Sphaeromatoidea. De wetenschappelijke naam van de soort is voor het eerst geldig gepubliceerd in 2005 door Guinot, Wilson & Schram.